# SB-LL2
SB-LL2 ist eine Startklasse für Sportler im paralympischen Wintersport für Sportler im Para-Snowboarding. Die Zugehörigkeit von Sportlern zur Startklasse ist wie folgt skizziert:
Snowboarder der Klasse SB-LL2 haben geringe Schwierigkeiten beim Balancieren, dem Steuern des Snowboards und beim Abfedern des Terrains aufgrund von Beeinträchtigungen in den unteren Extremitäten. Eines der folgenden Minimumkriterien muss erfüllt sein:
- geringe bis mäßige Beeinträchtigung in einem Bein, zum Beispiel eine Amputation unterhalb des Knies im oder oberhalb des Sprunggelenks - oder
- Verlust von bis 50% der Beweglichkeit eines Kniegelenks - oder
- Beinlängendifferenzen von mindestens 7 cm - oder
- geringfügige, kombinierte Beeinträchtigung in zwei Beinen, zum Beispiel eine leichte Muskelschwäche oder leichte Spastik in zwei Beinen.

Es gilt:
- bei Amputationen sind Prothesen zu tragen.